# روو
روو (به ایتالیایی: Revò) یک کومونه در ایتالیا است که در ترنتینو واقع شده‌است.

## خصوصیات
روو ۱۳٫۴ کیلومترمربع مساحت و ۱٬۲۳۳ نفر جمعیت دارد و ۷۲۹ متر بالاتر از سطح دریا واقع شده‌است.